# Perrine Pelen
Perrine Pelen (Boulogne-Billancourt, 1960. július 3. –) síelő, 3 olimpiai érmet (1 ezüst és 2 bronz), 1 világbajnokságot (összesen 3 érmet), 1 világkupát nyert és 15 világkupa futamgyőzelmet ért el alpesi sízésben (összesen 43 dobogóval).
Perrine Pelen 1988-ban végzett a HEC Paris-on.